# Tijana Dapčević
Tijana Todevska Dapčević (Macedonisch: Тијана Тодевска Дапчевиќ) (Skopje, 3 februari 1976), geboren als Tijana Todevska, is een Macedonische zangeres.

## Eurovisiesongfestival
In september 2013 werd Dapčević intern gekozen door de Macedonische nationale omroep om haar land te vertegenwoordigen op het Eurovisiesongfestival 2014 in Kopenhagen, Denemarken. Het nummer dat ze zong, heet To the sky, dat "naar de hemel" betekent. Ze raakte er niet mee voorbij de halve finale.

## Discografie
- Kao da... (2000)
- Negativ (2002)
- Zemlja mojih snova (2004)
- Žuta minuta (2007)
- Muzika (2010)
- To the sky (2014)

## Privé
Dapčević werd geboren als Tijana Todevska. Ze heeft een Macedonische vader en een Servisch-Bosnische moeder en ze is getrouwd met Milan Dapčević, een Servische zakenman. Tijana's jongere zus Tamara Todevska is ook zangeres en vertegenwoordigde Noord-Macedonië tweemaal op het Eurovisiesongfestival, in 2008 en 2019.
1998: Vlado Janevski · 
2000: XXL · 
2002: Karolina · 
2004: Toše Proeski · 
2005: Martin Vučić · 
2006: Elena Risteska · 
2007: Karolina · 
2008: Tamara, Vrčak & Adrian Gaxha · 
2009: Next Time · 
2010: Gjoko Taneski · 
2011: Vlatko Ilievski · 
2012: Kaliopi · 
2013: Esma & Lozano · 
2014: Tijana Dapčević · 
2015: Danijel Kajmakoski · 
2016: Kaliopi · 
2017: Jana Burčeska · 
2018: Eye Cue · 
2019: Tamara Todevska · 
2021: Vasil · 
2022: Andrea
- International Standard Name Identifier: 0000 0003 7275 9529
- MusicBrainz: a595ef2a-209f-4b4d-bfb2-1989f16530a4
- Virtual International Authority File: 325146094377500332960